# Валставе
Валставе (њем. Wallstawe) општина је у њемачкој савезној држави Саксонија-Анхалт. Једно је од 40 општинских средишта округа Алтмарк Салцведел. Према процјени из 2010. у општини је живјело 1.012 становника. Посједује регионалну шифру (AGS) 15081545.

## Географски и демографски подаци
Валставе се налази у савезној држави Саксонија-Анхалт у округу Алтмарк Салцведел. Општина се налази на надморској висини од 32 метра. Површина општине износи 44,1 km². У самом мјесту је, према процјени из 2010. године, живјело 1.012 становника. Просјечна густина становништва износи 23 становника/km².